# Isselhorst
Isselhorstⓘ ist ein nördlicher Stadtteil von Gütersloh in Ostwestfalen-Lippe, der 1970 im Rahmen der kommunalen Neugliederung in die heutige Kreisstadt Gütersloh eingemeindet wurde.

## Geografie
Isselhorst liegt im Osten der Westfälischen Bucht bei 51° 57' N, 8° 25' O auf einer Höhe von 85 m ü. NN und umfasst eine Fläche von 6,76 km².
Das Kirchspiel Isselhorst, soweit es Teil der Stadt Gütersloh ist, umfasst mit den benachbarten Orten Ebbesloh, Hollen und Niehorst 23,42 km² mit 6.129 Einwohnern (Stand 1. Januar 2022). Während das Kirchspiel flächenmäßig 21 % des Stadtgebiets Gütersloh ausmacht, leben dort 6 % der Gesamtbevölkerung der Stadt. Die Einwohnerdichte beträgt im Kirchspiel 262 Einwohner/km², im gesamten Stadtgebiet Gütersloh 926 Einwohner/km². An diesen Zahlen lässt sich die dörfliche Struktur und das ländlich geprägte Umfeld Isselhorsts erkennen.
Verschiedene Fließgewässer, von denen die Lutter das größte ist, entwässern das Gebiet dem natürlichen Gefälle folgend in westlicher Richtung zur Ems hin. Nahe dem Ortskern nimmt die Lutter den Reiherbach auf, zudem führt der Krullsbach durch das Ortsgebiet.

### Nachbarorte
| Hollen       | Holtkamp                                    | Ummeln            |
| Niehorst     | Kompassrose, die auf Nachbargemeinden zeigt | Avenwedde-Bahnhof |
| Blankenhagen | Nordhorn                                    | Avenwedde-Mitte   |

Im Norden beginnend im Uhrzeigersinn grenzen an Isselhorst die Ortsteile Holtkamp und Ummeln des Bielefelder Stadtbezirks Brackwede sowie die Gütersloher Stadtteile Avenwedde, Nordhorn, Blankenhagen, Niehorst und Hollen.

## Geschichte

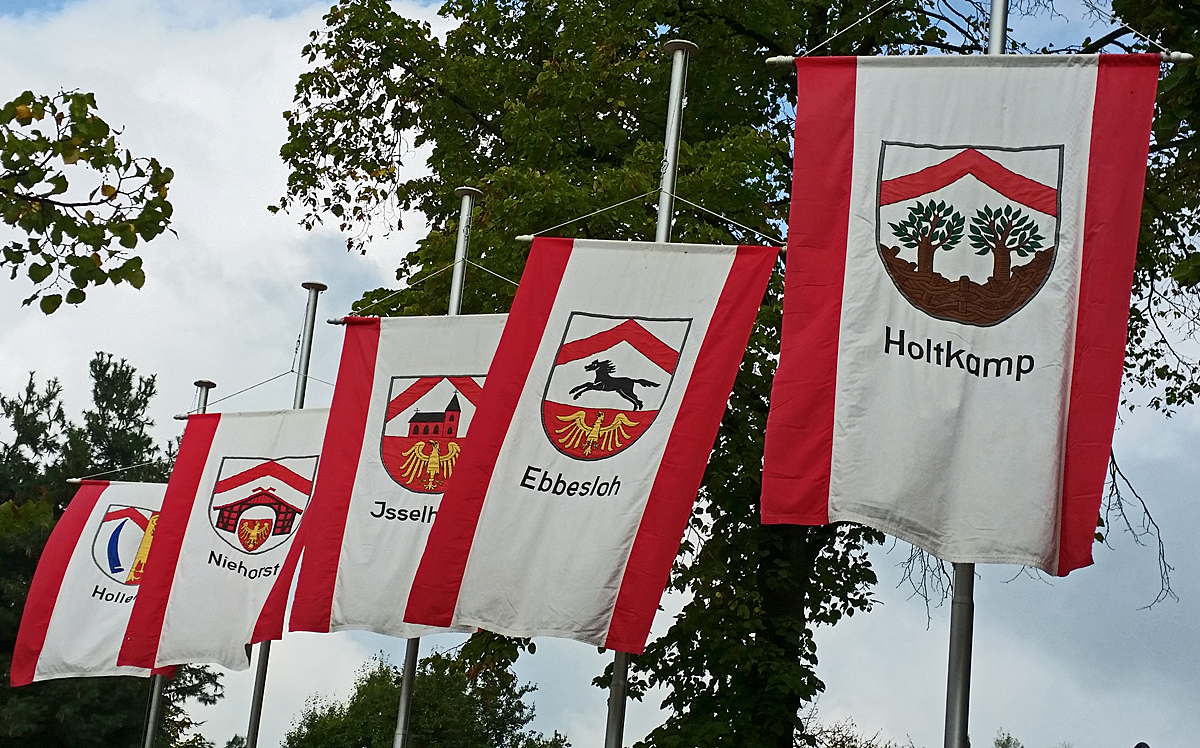
Flaggen der fünf ehemals selbständigen Gemeinden des Kirchspiels Isselhorst, gehisst an der Evangelischen Kirche

Urnengräber aus der Stein- und Bronzezeit, die auf dem Hollerfeld zwischen Isselhorst und Hollen gefunden wurde, belegen eine Besiedlung des Gebiets um das Jahr 2000 v. Chr.
Die Ortschaft Isselhorst wurde als „Gislahurst“ erstmals urkundlich im ältesten Heberegister des Klosters Freckenhorst erwähnt. Das Alter des Registers wird auf die Mitte des 11. Jahrhunderts datiert. Isselhorst ist damit der älteste Ortsteil Güterslohs, d. h. auch älter als die Stadt Gütersloh selbst. Vom Jahr 1050 ausgehend, feierte das Dorf im Jahr 2000 sein 950-jähriges Bestehen.
Wie die übrigen Teile der Grafschaft Ravensberg fiel Isselhorst 1346 an die Grafschaft Berg (ab 1423 Jülich-Berg). Die kirchliche Zuordnung des Ortes war über Jahrhunderte nicht unumstritten. Urkunden aus dem 15. Jahrhundert und das Ravensberger Urbar von 1556 belegen eine Zugehörigkeit zum Bistum Münster. Bis zur Reformation, teilweise auch noch darüber hinaus, zahlten die Höfe ihren Zehnten an das Kloster Marienfeld oder an das Kloster Herzebrock. Um 1600 hatte die Gemeinde in Isselhorst die reformatorisch-lutherische Lehre angenommen.
Mit der Grafschaft Jülich-Berg kam das Gebiet 1609 vorläufig und als Folge des Dreißigjährigen Krieges im Jahre 1666 endgültig an Brandenburg. Im Krieg hatten die Isselhorster Höfe in den Jahren 1623, 1625 und 1635 Plünderungen hinnehmen müssen. Isselhorst gehörte innerhalb der Grafschaft Ravensberg zur Vogtei Brackwede im Amt Sparrenberg. 1719 wurde die Grafschaft Ravensberg mit dem Fürstentum Minden zu Minden-Ravensberg zusammengelegt, die Regierung saß von nun an in Minden.
Bis ins 18. Jahrhundert hinein hielten die Pastoren den Schulunterricht ab. Pastor Adolf Teichmann, der von 1700 bis 1714 in Isselhorst wirkte, war der erste Pastor, der diese Aufgabe an einen Schulmeister abgab. 1804 wurde das Schulgebäude am Kirchplatz erbaut, in der bis 1968 die Volks- bzw. Grundschule untergebracht war (die 1929 errichtete Schulturnhalle ist heute die Festhalle).
1807 musste Preußen alle linkselbischen Gebiete abtreten. Isselhorst gehörte durch (französisches) Königliches Decret vom 24. Dezember 1807 an zum Kanton Brackwede im Distrikt Bielefeld des Königreichs Westphalen, was bis Oktober 1813 existierte. Danach nahm Preußen die Grafschaft Ravensberg und damit Isselhorst wieder in seinen Besitz. Isselhorst kam 1816 zum neuen Kreis Bielefeld und wurde nach der Einführung der preußischen Landesgemeindeordnung für die Provinz Westfalen vom 31. Oktober 1841 Sitz des kurzlebigen Amtes Isselhorst. Dieses ging wenige Jahre später im Amt Brackwede auf.
Bereits im 16. Jahrhundert hatte man in Isselhorst mit dem Anbau von Flachs und Hanf begonnen. Bis zum Beginn des 19. Jahrhunderts gab es in fast jedem Haus eine Spinnstube, in der Garnspinnerei und Leineweberei betrieben wurde. Auch Holzschuhmacherei war verbreitet. Außerdem zogen einige Isselhorster in den Sommermonaten in die Niederlande, um Gras zu mähen oder Torf zu stechen. Andere arbeiteten saisonweise als Grubenarbeiter oder Feldbrandziegler im Ruhrgebiet oder im Bergischen Land. Erst relativ spät kam es in Isselhorst zur Gründung von Industriebetrieben – ausgenommen die Kornbranntwein-Brennerei Elmendorf, die bereits 1689 gegründet wurde.
1892 wurde der Bahnhof Isselhorst/Avenwedde eingeweiht, der auf Avenwedder Gebiet liegt, jedoch vom Kirchspiel gefördert wurde und deshalb den Namenszusatz „Isselhorst“ erhielt.
Im Jahr 1969 beschlossen die Gemeinderäte von Isselhorst, Ebbesloh, Hollen und Niehorst den Anschluss an die Stadt Gütersloh, während Holtkamp sich für Bielefeld entschied. Diese Zuordnung trat am 1. Januar 1970 in Kraft. Durch die Gebietsreform von 1973 wurde Isselhorst ein Teil des Kreises Gütersloh.

### Einwohnerentwicklung

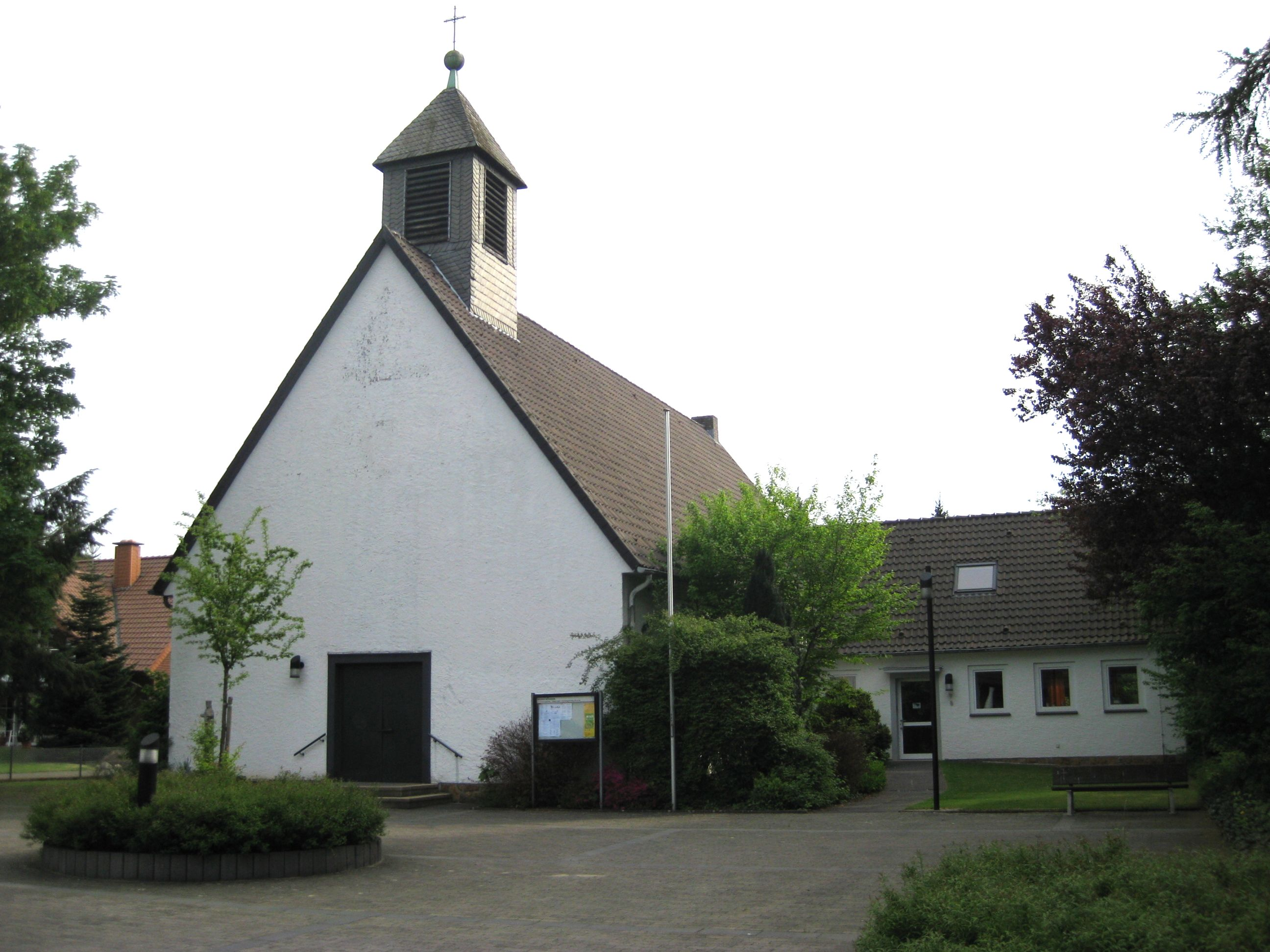
Katholische Kirche Maria Königin

| Jahr | Ew. nur Isselhorst | Ew. Kirchsp. Isselhorst |
| ---- | ------------------ | ----------------------- |
| 1734 | 569                |                         |
| 1799 | 866                | 2031                    |
| 1818 | 1024               | 2198                    |
| 1843 | 1168               | 2678                    |
| 1858 | 1193               | 2579                    |
| 1871 | 1079               | 2348                    |

| Jahr | Ew. nur Isselhorst | Ew. Kirchsp. Isselhorst |
| ---- | ------------------ | ----------------------- |
| 1885 | 1124               | 2344                    |
| 1895 | 1201               | 2421                    |
| 1905 | 1432               | 2667                    |
| 1925 | 1573               | 2797                    |
| 1939 | 1806               | 3011                    |
| 1946 | 2517               | 4330                    |

| Jahr | Ew. nur Isselhorst | Ew. Kirchsp. Isselhorst |
| ---- | ------------------ | ----------------------- |
| 1950 | 2769               | 4646                    |
| 1959 | 2729               | 4352                    |
| 1969 | 3133               | 4793                    |
| 1979 | 3498               | 4885                    |
| 1989 | 3901               | 5272                    |
| 1999 | 4386               | 5734                    |

| Jahr | Ew. nur Isselhorst | Ew. Kirchsp. Isselhorst |
| ---- | ------------------ | ----------------------- |
| 2009 | 4807               | 6008                    |
| 2019 | 4950               | 6139                    |
| 2022 | 4978               | 6129                    |

## Religionen
Von den 4510 Einwohnern mit Hauptwohnsitz in Isselhorst (Stand Dezember 2000) sind 2519 oder 55,9 % evangelisch und 949 oder 21,0 % katholisch. 1042 oder 23,1 % gehören einer anderen oder keiner Religionsgemeinschaft an. Im Kirchspiel Isselhorst einschließlich Ebbesloh, Hollen und Niehorst sind 58,1 % evangelisch und 20,2 % katholisch, 21,7 % mit einer anderen oder ohne Religionszugehörigkeit.
Die kleine katholische Kirche Maria Königin ist eine Filialkirche der Gemeinde „Heilige Familie“ in Blankenhagen und entstand erst 1957, nachdem in der Folge des Zweiten Weltkriegs viele Katholiken nach Isselhorst gezogen waren.

## Politik

### Wappen
| Wappen von Isselhorst | Blasonierung: „In silbernem Schild unter rotem Sparren eine rote Kirche mit schwarzem Kirch- und Turmdach; im roten Schildfuß ein goldener Adler.“ |
| Wappen von Isselhorst | Wappenbegründung: Die Kirche steht dafür, dass Isselhorst Mittelpunkt des Kirchspiels Isselhorst ist, dem außer Isselhorst auch Ebbesloh, Hollen, Niehorst und das heute zur Stadt Bielefeld gehörende Holtkamp angehören. Der rote Sparren steht für die frühere Zugehörigkeit zur Grafschaft Ravensberg. Der Schildfuß zeigt das Wappen der Grafen von Rietberg, die hier einst einflussreiche Grundherren waren. |

### Parteien und Wahlen
Der Isselhorster Ortsverein der SPD gründete sich 1910. 1933 wurde der Ortsverein von den Nationalsozialisten verboten, die Mitglieder zogen sich in ihr Privatleben zurück. Er gründete sich 1945 neu. Sie ist damit die älteste politische Partei am Ort, die seit über 100 Jahren besteht. Der CDU-Ortsverband Kirchspiel Isselhorst gründete sich 1969.
Die Wahlergebnisse der letzten Jahre, bezogen auf den Gütersloher Teil des Kirchspiels Isselhorst (also ohne Holtkamp):
| Parteien und Wählergemeinschaften | Parteien und Wählergemeinschaften       | Bundestagswahl 2009 | Landtagswahl 2012 | Bundestagswahl 2013 | Europawahl 2014 | Kommunalwahl 2014 |
| CDU                               | Christlich Demokratische Union          | 35,6 %              | 28,4 %            | 43,5 %              | 39,6 %          | 39,4 %            |
| SPD                               | Sozialdemokratische Partei Deutschlands | 27,5 %              | 38,6 %            | 29,1 %              | 29,4 %          | 30,9 %            |
| Grüne                             | Bündnis 90/Die Grünen                   | 12,7 %              | 14,1 %            | 10,5 %              | 14,4 %          | 13,1 %            |
| FDP                               | Freie Demokratische Partei              | 13,7 %              | 7,7 %             | 4,5 %               | 2,6 %           | 1,9 %             |
| Linke                             | Die Linke bzw. PDS bzw. Linkspartei.PDS | 2,5 %               | 6,2 %             | 1,5 %               | 5,1 %           | 3,8 %             |
| Piraten                           | Piratenpartei Deutschland               | 1,3 %               | 6,5 %             | 1,6 %               | 1,2 %           | –                 |
| BfGT                              | Bürger für Gütersloh                    | –                   | –                 | –                   | –               | 9,6 %             |
| UWG                               | Unabhängige Wählergemeinschaft          | –                   | –                 | –                   | –               | 1,9 %             |
| Sonst.                            | Sonstige Parteien                       | 3,0 %               | 3,3 %             | 5,7 %               | 9,0 %           | –                 |
| gesamt                            | gesamt                                  | 100 %               | 100 %             | 100 %               | 100 %           | 100 %             |

## Kultur und Sehenswürdigkeiten

### Bauwerke

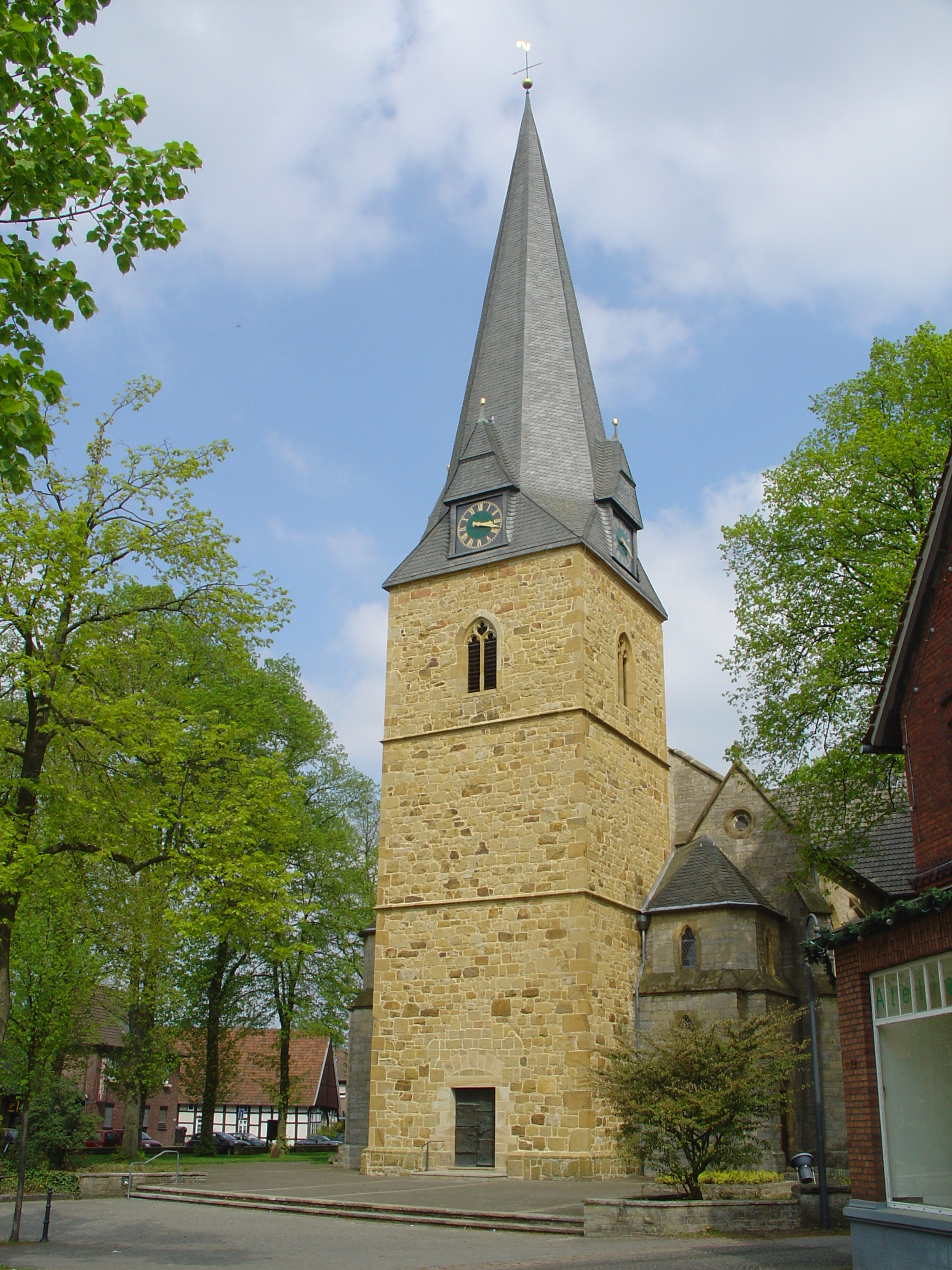
Der Turm der evangelischen Kirche in Isselhorst

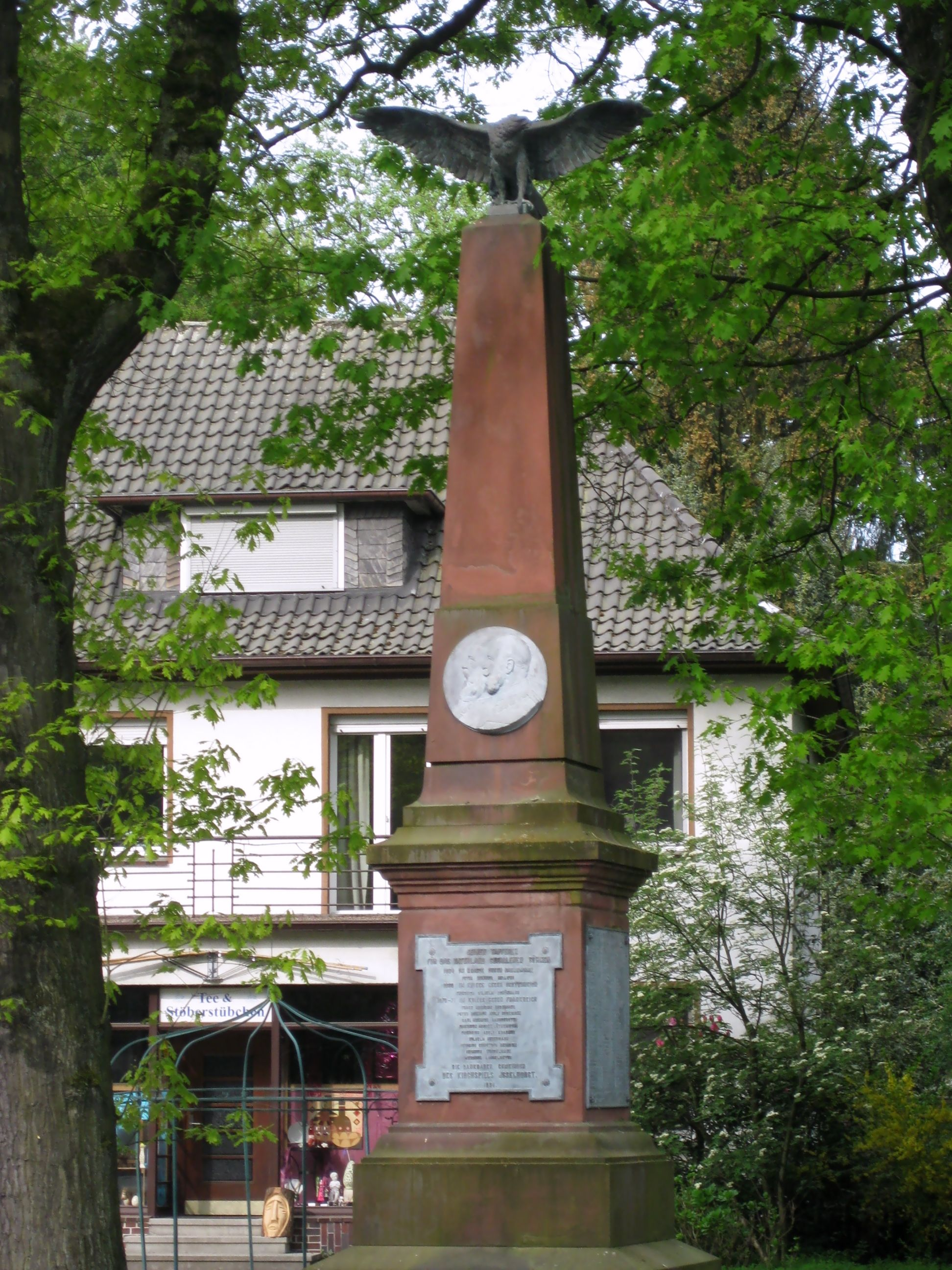
Kriegerdenkmal

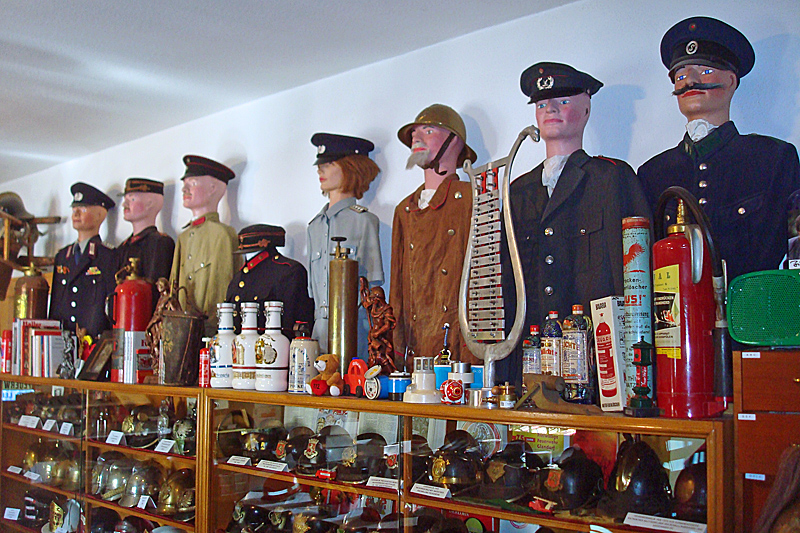
Im Feuerwehrmuseum Isselhorst

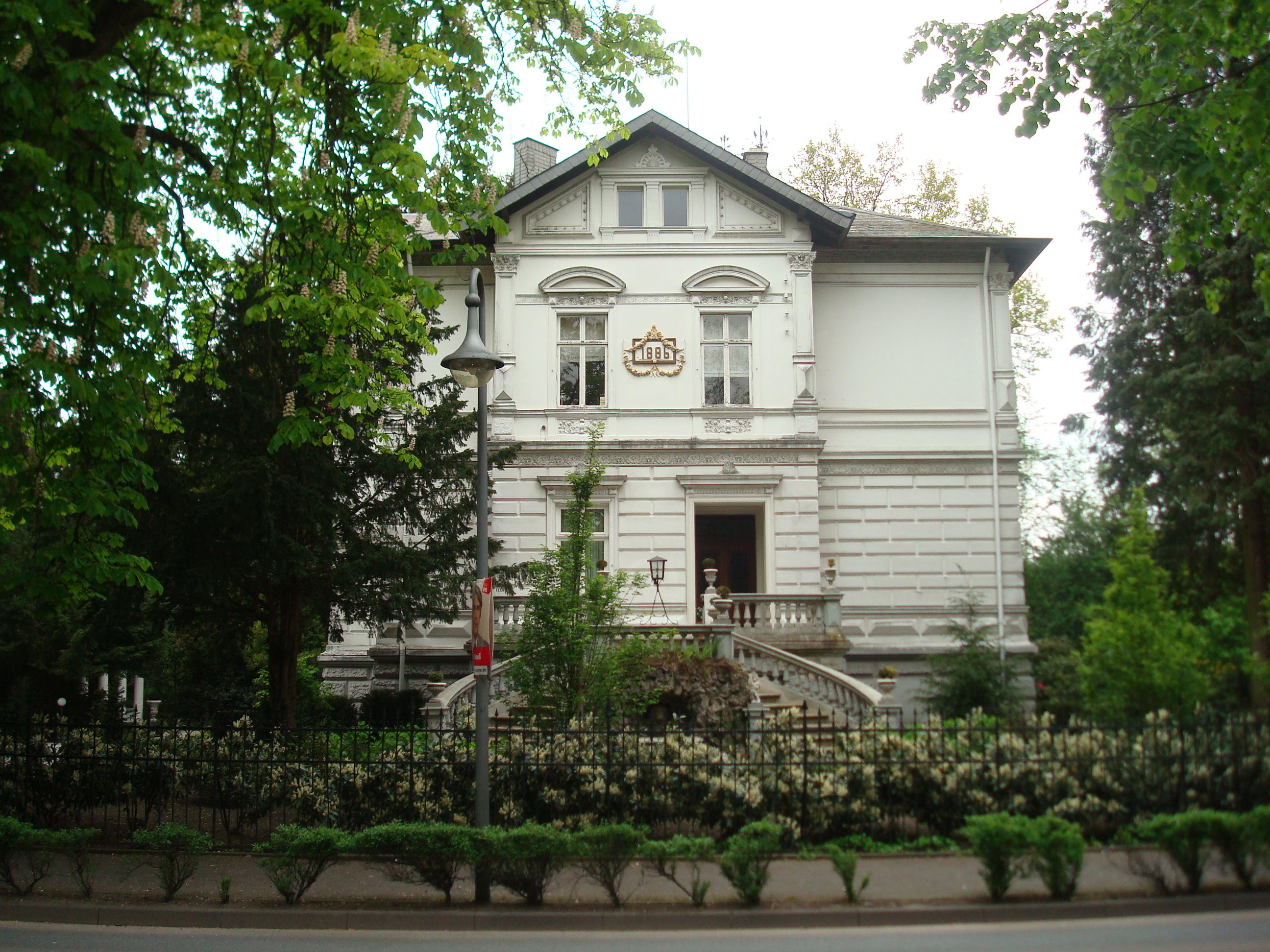
Denkmalgeschützte Fabrikantenvilla von 1886 gegenüber der Brennerei Elmendorf

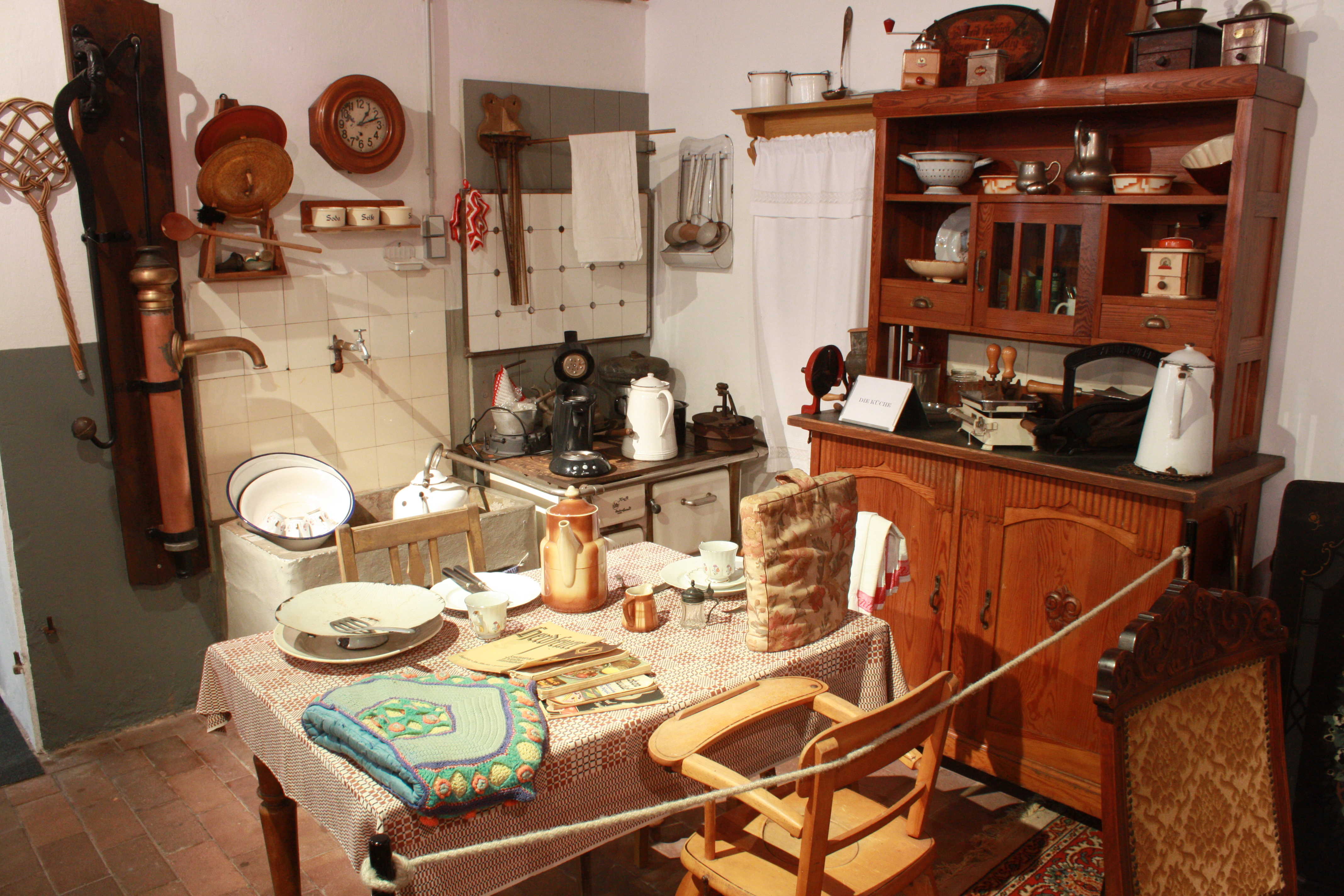
Im Heimatmuseum Isselhorst

- Evangelische Pfarrkirche, Isselhorster Kirchplatz 16. Siehe Hauptartikel Evangelische Kirche Isselhorst.
- Brennerei Elmendorf, Haller Straße 111. Nach der Schließung der Brennerei 2001 ist eine Umfunktionierung des Areals zu einem neuen Dorfzentrum mit Gastronomiebetrieben, Läden, einem Brennereimuseum und anderem mehr unter dem Namen BRENNEREI-HOF geplant. Siehe auch Hauptartikel Brennerei Elmendorf.
- Meierhof und Meierhof-Mühle, Isselhorster Straße 422. Der Meierhof ist die Keimzelle des Dorfes und seit mindestens 1446 im Besitz der Familie Mumperow/Mumpro. An der Lutter stand bereits zur Zeit Karls des Großen ein fränkischer Vasallenhof, der später Haupthof des Amtes Isselhorst wurde. Die benachbarte Wassermühle wird heute als Café genutzt.
- Gasthaus zur Linde, Isselhorster Kirchplatz 5. Das Fachwerktraufenhaus ist am Dielentor 1677 bezeichnet und gilt als älteste noch bestehende Gaststätte Güterslohs. 1752 wurde es umgebaut und erweitert.  Es ist als „Historisches Wirtshaus in Deutschland“ ausgezeichnet. In NRW tragen noch zwei weitere Gebäude diese Auszeichnung.
- So genannte Holtkämperei, An der Lutter 1 (hinter der ev. Kirche). Der Dreiständer-Fachwerkbau wurde vermutlich 1623 errichtet. Damit ist es das älteste Wohnhaus des Ortes. Das Gebäude war im November 2002, als erstes Baudenkmal aus dem Stadtgebiet Gütersloh überhaupt, Denkmal des Monats in Westfalen-Lippe. Siehe auch Hauptartikel Holtkämperei.
- Kriegerdenkmal, Kreuzung Isselhorster Straße/Haller Straße/Haverkamp. Das Kriegerdenkmal, ein sieben Meter hoher Obelisk aus rotem Mainsandstein, wurde 1898 zu Ehren der Isselhorster Gefallenen, Vermissten und in Gefangenschaft Verstorbenen in den deutschen Einigungskriegen errichtet. 1922 und 1962 wurden zusätzliche Bronzetafeln mit den Namen der Opfer des Ersten bzw. Zweiten Weltkriegs angebracht. 1987 wurde das Monument unter Denkmalschutz gestellt.

Insgesamt stehen 38 Objekte aus Isselhorst auf der Liste der Baudenkmäler in Gütersloh.

### Museen
In den Nebenräumen des Gasthauses „Zur Linde“ befindet sich ein Feuerwehr-Museum, das eine seit 1960 bestehende Privatsammlung von Abzeichen, Helmen und Feuerwehr-Utensilien zeigt. Insgesamt umfasst die Sammlung mehrere Zehntausend Exponate.
Neben dem Feuerwehrmuseum steht das 2014 eröffnete Fass-Museum. Es zeigt das „große Elmendörfer Fass“, ein 1902 auf der Industrie- und Gewerbeausstellung Düsseldorf als „größtes Kornfass der Welt“ ausgestelltes Eichenfass. Es fasst 20.000 Liter. Zudem sind weitere Exponate aus der Geschichte der Brennerei Elmendorf zu sehen.
Als ein Kuriosum ist es zu bezeichnen, dass das im März 2006 eröffnete Heimatmuseum Isselhorst in Holtkamp und damit auf Bielefelder Gebiet liegt. Der Heimatverein hatte in Isselhorst selbst keine geeigneten Räumlichkeiten finden können. Das Heimatmuseum zeigt auf einem ehemaligen Bauernhof Gebrauchsgegenstände der Lebens- und Arbeitswelt um 1900, speziell aus den Bereichen Hauswirtschaft, Handwerk, Gartenbau, Imkerei und Landwirtschaft. Zu sehen sind u. a. eine Schuster-, eine Tischler- und eine Malerwerkstatt, eine Schneiderstube, Exponate zur Hausweberei, zur Hausschlachterei und zu einem Tante-Emma-Laden.

### Vereine und Institutionen
Rund 30 Vereine sind in Isselhorst beheimatet. Zu den ältesten Institutionen zählen die CVJM-Ortsgruppe Isselhorst, die 1882 ins Leben gerufen wurde und aus der sich 1992 der Shantychor „Die Luttermöwen“ bildete, der 1886 gegründete Posaunenchor Isselhorst, der Turnverein TV Isselhorst von 1894 sowie die DRK-Ortsgruppe und der Gesangverein Isselhorst, die beide 1898 gegründet wurden.
Einen reinen Fußballverein bekam Isselhorst erst relativ spät, der 1. FC Isselhorst gründete sich 1978.
1841 gründeten die Isselhorster nach einer Aufforderung durch den preußischen Staat eine Feuerwehr, 1890 wurde eine Freiwillige Feuerwehr ins Leben gerufen, die sich aber wieder auflöste. Am 8. Mai 1908 gründete sich die Freiwillige Feuerwehr neu. Im Zuge der kommunalen Neuordnung wurde 1970 aus der Freiwilligen Feuerwehr Isselhorst mit einem Wehrführer die „Freiwillige Feuerwehr Gütersloh – Löschzug Isselhorst“ mit einem Löschzugführer. In diesem Jahr wurde auch ein Feuerwehrhaus erbaut, das 2003 und 2004 erweitert wurde. Bereits 1967 hatte sich die heutige Gruppe Isselhorst der Jugendfeuerwehr Gütersloh gegründet.
Einen außergewöhnlichen Vereinszweck verfolgt der 2002 gegründete Pferde-Stärken-Club, der sich der Förderung, Pflege und Erhaltung historischer Traktoren, Unimogs, LKW-Nutzfahrzeuge sowie ganz allgemein alter Landmaschinen und landtechnischem Kulturgut verschrieben hat. Der 160 Mitglieder starke Verein (Stand 2013) präsentiert seine historischen Landfahrzeuge und -maschinen z. B. auf Dorffesten oder einmal im Sommer bei Mühlenstroth. Im Besitz des PS-Clubs befindet sich u. a. ein historisch wertvoller Deutz MTZ 320 von ca. 1935.
Der weitaus größte Verein ist der TV Isselhorst, der im Jahr 2012 rund 1100 Mitglieder hatte. Er bietet auch Bürgerinnen und Bürgern aus dem übrigen Stadt- und Kreisgebiet Gütersloh und sogar aus angrenzenden Kreisen eine sportliche Heimat. Weitere Vereine mit mehr als 200 Mitgliedern sind der 1. FC Isselhorst, die Ortsgruppen von CVJM und DRK sowie der 1948 gegründete Landfrauenverein Isselhorst.
Auch der am 3. März 1902 gegründete Automobil-Club Westfalen, der zum Automobilclub von Deutschland gehört, ist hier ansässig. Erster Präsident des ACW war der Isselhorster Brennereiunternehmer Friedrich Elmendorf, der die Brennerei Elmendorf damals gemeinsam mit seinem Bruder führte.

### Regelmäßige Veranstaltungen
- Turnerfest (immer 3. Wochenende im Mai)
- Isselhorster Nacht (Volkslauf, Anfang Juni)
- Dorfkirmes auf dem Kirchplatz sowie Antik- u. Trödelmarkt (Fronleichnam)
- Weihnachtsmarkt (Anfang Dezember)
- Traditionelles Weihnachtskonzert

## Wirtschaft und Infrastruktur
Isselhorst ist eher ländlich strukturiert, 2004 wurden 72 % der Fläche im Kirchspiel Isselhorst landwirtschaftlich genutzt. Es gibt jedoch auch einige mittelständische Unternehmen.
Isselhorst gilt als eine der besten Wohngegenden Güterslohs, das Durchschnittseinkommen und die Baulandpreise sind entsprechend höher als in den meisten anderen Stadtteilen. Anders als im Stadtgebiet und auch den anderen Gütersloher Ortsteilen gibt es in Isselhorst keinen Mehrgeschossbau, der über drei Stockwerke hinausgeht. Die Arbeitslosenquote lag 2008 bei nur etwa 3 %, bei der nicht-deutschen Bevölkerung allerdings bei 8 % (Anteil der nicht-deutschen Bevölkerung: 2,7 %). Nach dem Familienbericht der Stadt Gütersloh von 2008 gelten 91 % der Isselhorster als „nicht arm“; das ist der höchste Wert aller Gütersloher Sozialräume.
Isselhorst ist ein Straßendorf, d. h., das Dorf entwickelte sich nicht kreisförmig um ein Zentrum, sondern entlang der Hauptstraße, im Fall Isselhorsts der Haller Straße. Dies hat zur Folge, dass das Dorf heute zwei „Zentren“ hat: den Kirchplatz als klassischen Ortsmittelpunkt, auf dem auch der Wochenmarkt und die Dorfkirmes stattfindet, der aber ansonsten wenig belebt ist, und den besonders stark frequentierten Abschnitt der Haller Straße, an dem die Geschäfte zu finden sind. Möglich ist, dass ein drittes Zentrum entsteht, sollte die ehemalige Brennerei Elmendorf zum Brennerei-Hof mit neuen Ladenlokalen umgebaut werden (siehe unter Bauwerke), ebenso gut könnte diese Umgestaltung die beiden „Zentren“ miteinander verbinden und zu einer Einheit verschmelzen.

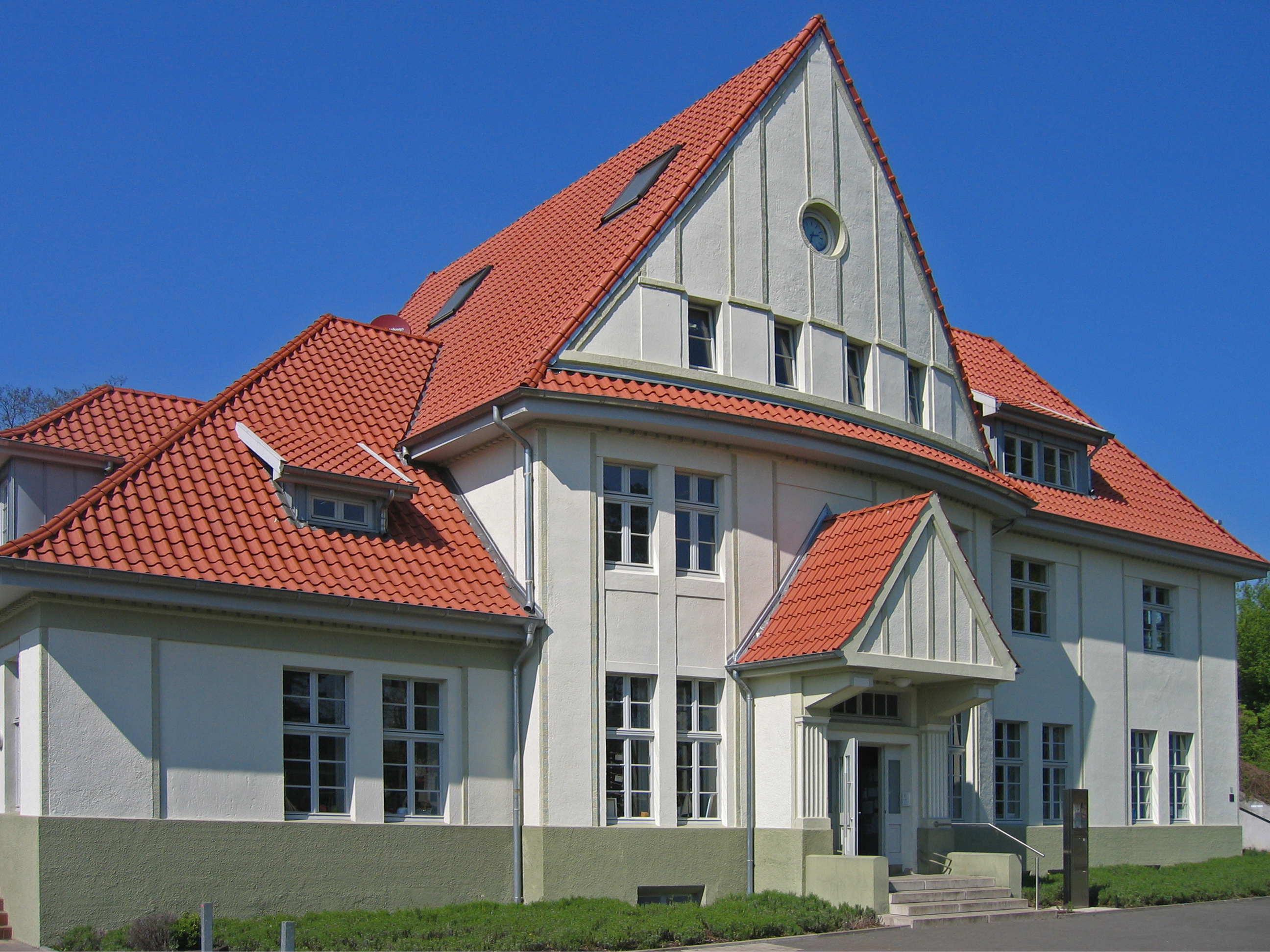
Ehemaliges Empfangsgebäude des Bahnhofs Isselhorst-Avenwedde

Zum Einzelhandelsangebot zählen u. a. zwei Lebensmittelgeschäfte (Edeka und Aldi), drei Bäckerei-Filialen und eine Fleischerei. Außerdem finden sich im Ortskern von Isselhorst z. B. drei Restaurants, zwei Hotels, zwei Banken (Sparkasse und Volksbank), zwei Apotheken, ein Imbiss und zwei Eisdielen. Eine Postagentur befindet sich im Schreibwarenladen Minuth (ehemals Hillenkötter), nachdem die Isselhorster Postfiliale vor wenigen Jahren geschlossen worden war.

### Verkehr
Isselhorst hat durch die unweit vom Ort verlaufende B 61 günstige Anbindungen zum Zentrum der Kreisstadt Gütersloh (5–6 Kilometer) und zum Oberzentrum Bielefeld (12–15 Kilometer). Nahe der Grenze zum benachbarten Ortsteil Avenwedde befindet sich der 1892 eingeweihte Bahnhof Isselhorst-Avenwedde an der Bahnstrecke Hamm–Minden.

### Ansässige Unternehmen
Vielen Leuten eher bekannt als der Ort Isselhorst ist die dort 1883 gegründete Isselhorster Versicherung V.a.G., die 2010 rund 20.000 Versicherungsverträge verwaltete. Dieser als „Isselhorster Unterstützungsverein zur gemeinschaftlichen Tragung von Brandschäden“ gegründete Versicherungsverein auf Gegenseitigkeit hat heute bundesweite Zulassung und betreibt neben der Sachversicherung die Haftpflicht- und Unfallversicherung. Der Aufsichtsrat und die Mitgliedervertreterversammlung arbeiten ehrenamtlich. Der Versicherungsverein zeichnet sich durch sehr hohe Beitragsrückvergütungen aus (2009 bis zu 30 % der Beiträge).

## Persönlichkeiten
Gebürtig aus Isselhorst stammen:
- Peter Heinrich Brincker (1836–1904), Missionar und Autor völkerkundlicher und sprachwissenschaftlicher Werke
- Gustav Schürmann (1872–1962), Automobilkonstrukteur und -fabrikant der Dux Automobilwerke AG[4]
- Ludwig Hollmann (* 18. Dezember 1873 in Isselhorst/Holtkamp; † nach 1932) war ein deutscher Lehrer und Politiker (DVP). Oberregierungsrat in Berlin. Abgeordneter des Landtages Freistaat Preußen von 1921 bis 1932 (1. bis 3. Wahlperiode). Von 1919 bis 1921 Mitglied der Verfassunggebenden Preußischen Landesversammlung.
- Guntram Schneider (1951–2020), Minister für Arbeit, Integration und Soziales des Landes Nordrhein-Westfalen
- Malte Schröder (* 1987), Handballspieler
- Vivien Sczesny (* 2000), Schauspielerin

In Isselhorst wohnen:
- Lena Strothmann (* 1952), Politikerin (CDU), MdB
- Hartmut Ostrowski (* 1958), ehemaliger Vorstandsvorsitzender der Bertelsmann AG